# Ladislav Krejčí
Ladislav Krejčí (Praga, 5 luglio 1992) è un calciatore ceco, centrocampista o difensore del Teplice.

## Caratteristiche tecniche
Di ruolo ala, è velocissimo e possiede una buona tecnica individuale. Di piede mancino, può giocare indifferentemente su entrambe le fasce da cui fornisce numerosi assist ai compagni, nel suo bagaglio tecnico rientrano la precisione nei calci piazzati, doppi passi e rapidi cambi di direzione. Dotato fisicamente, ripiega in fase difensiva e può anche essere adattato al ruolo di terzino.

## Carriera

### Club

#### Sparta Praga
Ha esordito in prima squadra con lo Sparta Praga il 27 febbraio 2010 in Sparta Praga-Marila Pribram 1-1, giocando tutti i 90 minuti. Diventando negli anni un giocatore fondamentale per la squadra, arriva a vincere il titolo per 2 volte, uno nella stagione 2009-2010 e l'altro in quella 2013-2014.

#### Bologna

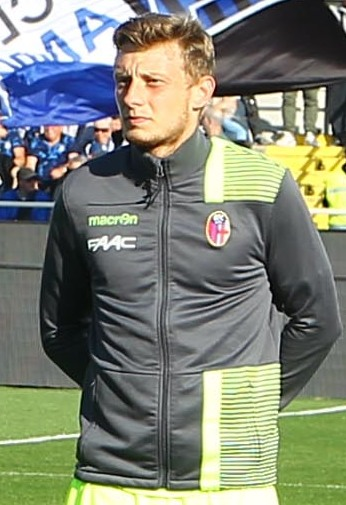
Krejčí al Bologna durante la stagione 2016-17

Il 7 luglio 2016 si trasferisce a titolo definitivo al Bologna.
Il 12 agosto 2016, in Bologna-Trapani 2-0, valevole per la Coppa Italia, segna la prima rete stagionale della squadra rossoblù in una partita ufficiale. Il 21 agosto seguente ha fatto il suo esordio in Serie A nella gara Bologna-Crotone (1-0). Durante la stagione 2016-2017, si conferma come uno dei pilastri della squadra rossoblu, risultando il giocatore più presente (37 presenze in campionato, 38 se considerata la Coppa Italia) e sfornando grandi prestazioni, guadagnandosi l'affetto dei suoi tifosi grazie alla sua corsa e al suo fiuto per servire i suoi compagni (infatti si distingue anche come miglior assist-man della squadra, con 8 passaggi decisivi). L'unico gol lo trova su rigore nella trasferta vittoriosa contro il Pescara, in cui segna su rigore il definitivo 0-3.
Complessivamente ha collezionato 84 presenze e 3 reti con i rossoblu.

#### Ritorno allo Sparta Praga
Il 4 agosto 2020, dopo 4 stagioni in Italia, fa ritorno allo Sparta Praga.

### Nazionale
Ha fatto il suo debutto internazionale il 14 novembre 2012 contro la nazionale slovacca, partita che finì 3-0. Il suo primo gol in nazionale arriva il 6 febbraio 2013 nella partita contro la nazionale turca, che finì 2-0.
Viene convocato per gli Europei 2016 in Francia. Titolare inamovibile della squadra, ha giocato tutte le partite del girone ma, nonostante ciò, la squadra ha guadagnato solo un punto ed è stata eliminata.

## Statistiche

### Presenze e reti nei club
Statistiche aggiornate al 2 gennaio 2025.
| Stagione              | Squadra               | Campionato            | Campionato | Campionato | Coppe nazionali | Coppe nazionali | Coppe nazionali | Coppe europee | Coppe europee | Coppe europee | Altre coppe | Altre coppe | Altre coppe | Totale | Totale |
| Stagione              | Squadra               | Comp                  | Pres       | Reti       | Comp            | Pres            | Reti            | Comp          | Pres          | Reti          | Comp        | Pres        | Reti        | Pres   | Reti   |
| --------------------- | --------------------- | --------------------- | ---------- | ---------- | --------------- | --------------- | --------------- | ------------- | ------------- | ------------- | ----------- | ----------- | ----------- | ------ | ------ |
| 2009-2010             | Sparta Praga          | 1.L                   | 3          | 0          | CRC             | 2               | 0               | UEL           | 0             | 0             | SRC         | 0           | 0           | 5      | 0      |
| 2010-2011             | Sparta Praga          | 1.L                   | 2          | 0          | CRC             | 2               | 0               | UEL           | 0             | 0             | SRC         | 0           | 0           | 4      | 0      |
| 2011-2012             | Sparta Praga          | 1.L                   | 22         | 6          | CRC             | 4               | 1               | UCL+UEL       | 0+4           | 1             | SRC         | 0           | 0           | 30     | 8      |
| 2012-2013             | Sparta Praga          | 1.L                   | 25         | 4          | CRC             | 4               | 2               | UEL           | 10            | 2             | -           | -           | -           | 39     | 8      |
| 2013-2014             | Sparta Praga          | 1.L                   | 25         | 8          | CRC             | 7               | 1               | UCL+UEL       | 4+6           | 2+1           | -           | -           | -           | 42     | 12     |
| 2014-2015             | Sparta Praga          | 1.L                   | 27         | 3          | CRC             | 3               | 1               | UEL           | 8             | 0             | SRC         | 1           | 0           | 39     | 4      |
| 2015-2016             | Sparta Praga          | 1.L                   | 26         | 4          | CRC             | 4               | 3               | UEL           | 10            | 1             | SRC         | 1           | 0           | 41     | 8      |
| 2016-2017             | Bologna               | A                     | 37         | 1          | CI              | 1               | 1               | -             | -             | -             | -           | -           | -           | 38     | 2      |
| 2017-2018             | Bologna               | A                     | 12         | 0          | CI              | 1               | 0               | -             | -             | -             | -           | -           | -           | 13     | 0      |
| 2018-2019             | Bologna               | A                     | 18         | 0          | CI              | 0               | 0               | -             | -             | -             | -           | -           | -           | 18     | 0      |
| 2019-2020             | Bologna               | A                     | 14         | 1          | CI              | 1               | 0               | -             | -             | -             | -           | -           | -           | 15     | 1      |
| Totale Bologna        | Totale Bologna        | Totale Bologna        | 81         | 2          |                 | 3               | 1               |               | -             | -             |             | -           | -           | 84     | 3      |
| 2020-2021             | Sparta Praga          | 1.L                   | 21         | 3          | CRC             | 1               | 1               | UEL           | 5             | 1             | -           | -           | -           | 27     | 5      |
| 2021-2022             | Sparta Praga          | 1.L                   | 15         | 1          | CRC             | 1               | 0               | UCL+UEL+UECL  | 2+2+2         | 0+0+0         | -           | -           | -           | 22     | 1      |
| Totale Sparta Praga   | Totale Sparta Praga   | Totale Sparta Praga   | 165        | 29         |                 | 28              | 9               |               | 53            | 8             |             | 2           | 0           | 248    | 46     |
| 2023-2024             | Hradec Králové        | 1.L                   | 27         | 2          | CRC             | 2               | 0               | -             | -             | -             | -           | -           | -           | 29     | 2      |
| 2024-2025             | Hradec Králové        | 1.L                   | 7          | 0          | CRC             | 2               | 0               | -             | -             | -             | -           | -           | -           | 9      | 0      |
| Totale Hradec Kralove | Totale Hradec Kralove | Totale Hradec Kralove | 34         | 2          |                 | 4               | 0               |               | -             | -             |             | -           | -           | 38     | 2      |
| Totale Carriera       | Totale Carriera       | Totale Carriera       | 280        | 33         |                 | 35              | 10              |               | 53            | 8             |             | 2           | 0           | 370    | 51     |

### Cronologia presenze e reti in nazionale
| Cronologia completa delle presenze e delle reti in nazionale ― Rep. Ceca | Cronologia completa delle presenze e delle reti in nazionale ― Rep. Ceca | Cronologia completa delle presenze e delle reti in nazionale ― Rep. Ceca | Cronologia completa delle presenze e delle reti in nazionale ― Rep. Ceca | Cronologia completa delle presenze e delle reti in nazionale ― Rep. Ceca | Cronologia completa delle presenze e delle reti in nazionale ― Rep. Ceca | Cronologia completa delle presenze e delle reti in nazionale ― Rep. Ceca | Cronologia completa delle presenze e delle reti in nazionale ― Rep. Ceca |
| Data                                                                     | Città                                                                    | In casa                                                                  | Risultato                                                                | Ospiti                                                                   | Competizione                                                             | Reti                                                                     | Note                                                                     |
| ------------------------------------------------------------------------ | ------------------------------------------------------------------------ | ------------------------------------------------------------------------ | ------------------------------------------------------------------------ | ------------------------------------------------------------------------ | ------------------------------------------------------------------------ | ------------------------------------------------------------------------ | ------------------------------------------------------------------------ |
| 14-11-2012                                                               | Olomouc                                                                  | Rep. Ceca                                                                | 3 – 0                                                                    | Slovacchia                                                               | Amichevole                                                               | -                                                                        | 67’                                                                      |
| 6-2-2013                                                                 | Akhisar                                                                  | Turchia                                                                  | 0 – 2                                                                    | Rep. Ceca                                                                | Amichevole                                                               | 1                                                                        | 63’                                                                      |
| 22-3-2013                                                                | Olomouc                                                                  | Rep. Ceca                                                                | 0 – 3                                                                    | Danimarca                                                                | Qual. Mondiali 2014                                                      | -                                                                        | 64’                                                                      |
| 15-11-2013                                                               | Olomouc                                                                  | Rep. Ceca                                                                | 2 – 0                                                                    | Canada                                                                   | Amichevole                                                               | -                                                                        | 57’                                                                      |
| 21-5-2014                                                                | Helsinki                                                                 | Finlandia                                                                | 2 – 2                                                                    | Rep. Ceca                                                                | Amichevole                                                               | -                                                                        |                                                                          |
| 3-6-2014                                                                 | Olomouc                                                                  | Rep. Ceca                                                                | 1 – 2                                                                    | Austria                                                                  | Amichevole                                                               | -                                                                        | 73’                                                                      |
| 3-9-2014                                                                 | Praga                                                                    | Rep. Ceca                                                                | 0 – 1                                                                    | Stati Uniti                                                              | Amichevole                                                               | -                                                                        | 69’                                                                      |
| 9-9-2014                                                                 | Praga                                                                    | Rep. Ceca                                                                | 3 – 0                                                                    | Paesi Bassi                                                              | Qual. Euro 2016                                                          | -                                                                        | 66’                                                                      |
| 10-10-2014                                                               | Istanbul                                                                 | Turchia                                                                  | 1 – 2                                                                    | Rep. Ceca                                                                | Qual. Euro 2016                                                          | -                                                                        | 68’                                                                      |
| 13-10-2014                                                               | Astana                                                                   | Kazakistan                                                               | 2 – 1                                                                    | Rep. Ceca                                                                | Qual. Euro 2016                                                          | -                                                                        | 69’                                                                      |
| 16-11-2014                                                               | Plzeň                                                                    | Rep. Ceca                                                                | 2 – 1                                                                    | Islanda                                                                  | Qual. Euro 2016                                                          | -                                                                        | 65’                                                                      |
| 28-3-2015                                                                | Praga                                                                    | Rep. Ceca                                                                | 1 – 1                                                                    | Lettonia                                                                 | Qual. Euro 2016                                                          | -                                                                        | 57’                                                                      |
| 31-3-2015                                                                | Žilina                                                                   | Slovacchia                                                               | 1 – 0                                                                    | Rep. Ceca                                                                | Amichevole                                                               | -                                                                        | 61’                                                                      |
| 12-6-2015                                                                | Reykjavík                                                                | Islanda                                                                  | 2 – 1                                                                    | Rep. Ceca                                                                | Qual. Euro 2016                                                          | 1                                                                        | 67’ 72’                                                                  |
| 3-9-2015                                                                 | Plzeň                                                                    | Rep. Ceca                                                                | 2 – 1                                                                    | Kazakistan                                                               | Qual. Euro 2016                                                          | -                                                                        | 84’                                                                      |
| 6-9-2015                                                                 | Riga                                                                     | Lettonia                                                                 | 1 – 2                                                                    | Rep. Ceca                                                                | Qual. Euro 2016                                                          | -                                                                        | 54’                                                                      |
| 10-10-2015                                                               | Praga                                                                    | Rep. Ceca                                                                | 2 – 1                                                                    | Turchia                                                                  | Qual. Euro 2016                                                          | -                                                                        | 32’ 54’                                                                  |
| 13-11-2015                                                               | Dunajská Streda                                                          | Rep. Ceca                                                                | 4 – 1                                                                    | Serbia                                                                   | Amichevole                                                               | 1                                                                        | 71’                                                                      |
| 17-11-2015                                                               | Breslavia                                                                | Polonia                                                                  | 3 – 1                                                                    | Rep. Ceca                                                                | Amichevole                                                               | 1                                                                        | 58’                                                                      |
| 29-3-2016                                                                | Solna                                                                    | Svezia                                                                   | 1 – 1                                                                    | Rep. Ceca                                                                | Amichevole                                                               | -                                                                        |                                                                          |
| 27-5-2016                                                                | Kufstein                                                                 | Rep. Ceca                                                                | 6 – 0                                                                    | Malta                                                                    | Amichevole                                                               | -                                                                        | 46’                                                                      |
| 1-6-2016                                                                 | Innsbruck                                                                | Rep. Ceca                                                                | 2 – 1                                                                    | Russia                                                                   | Amichevole                                                               | -                                                                        |                                                                          |
| 5-6-2016                                                                 | Praga                                                                    | Rep. Ceca                                                                | 1 – 2                                                                    | Corea del Sud                                                            | Amichevole                                                               | -                                                                        | 71’                                                                      |
| 13-6-2016                                                                | Tolosa                                                                   | Spagna                                                                   | 1 – 0                                                                    | Rep. Ceca                                                                | Euro 2016 - 1º turno                                                     | -                                                                        |                                                                          |
| 17-6-2016                                                                | Saint-Étienne                                                            | Rep. Ceca                                                                | 2 – 2                                                                    | Croazia                                                                  | Euro 2016 - 1º turno                                                     | -                                                                        |                                                                          |
| 21-6-2016                                                                | Lens                                                                     | Rep. Ceca                                                                | 0 – 2                                                                    | Turchia                                                                  | Euro 2016 - 1º turno                                                     | -                                                                        |                                                                          |
| 31-8-2016                                                                | Mladá Boleslav                                                           | Rep. Ceca                                                                | 3 – 0                                                                    | Armenia                                                                  | Amichevole                                                               | 1                                                                        | 46’                                                                      |
| 4-9-2016                                                                 | Praga                                                                    | Rep. Ceca                                                                | 0 – 0                                                                    | Irlanda del Nord                                                         | Qual. Mondiali 2018                                                      | -                                                                        |                                                                          |
| 8-10-2016                                                                | Amburgo                                                                  | Germania                                                                 | 3 – 0                                                                    | Rep. Ceca                                                                | Qual. Mondiali 2018                                                      | -                                                                        |                                                                          |
| 11-10-2016                                                               | Ostrava                                                                  | Rep. Ceca                                                                | 0 – 0                                                                    | Azerbaigian                                                              | Qual. Mondiali 2018                                                      | -                                                                        | 64’                                                                      |
| 11-11-2016                                                               | Praga                                                                    | Rep. Ceca                                                                | 2 – 1                                                                    | Norvegia                                                                 | Qual. Mondiali 2018                                                      | -                                                                        | 86’                                                                      |
| 22-3-2017                                                                | Ústí nad Labem                                                           | Rep. Ceca                                                                | 3 – 0                                                                    | Lituania                                                                 | Amichevole                                                               | -                                                                        | 46’                                                                      |
| 26-3-2017                                                                | Serravalle                                                               | San Marino                                                               | 0 – 6                                                                    | Rep. Ceca                                                                | Qual. Mondiali 2018                                                      | -                                                                        |                                                                          |
| 5-6-2017                                                                 | Bruxelles                                                                | Belgio                                                                   | 2 – 1                                                                    | Rep. Ceca                                                                | Amichevole                                                               | -                                                                        | 46’                                                                      |
| 10-6-2017                                                                | Oslo                                                                     | Norvegia                                                                 | 1 – 1                                                                    | Rep. Ceca                                                                | Qual. Mondiali 2018                                                      | -                                                                        | 90’                                                                      |
| 1-9-2017                                                                 | Praga                                                                    | Rep. Ceca                                                                | 1 – 2                                                                    | Germania                                                                 | Qual. Mondiali 2018                                                      | -                                                                        | 53’                                                                      |
| 4-9-2017                                                                 | Belfast                                                                  | Irlanda del Nord                                                         | 2 – 0                                                                    | Rep. Ceca                                                                | Qual. Mondiali 2018                                                      | -                                                                        | 55’                                                                      |
| 19-11-2018                                                               | Praga                                                                    | Rep. Ceca                                                                | 1 – 0                                                                    | Slovacchia                                                               | UEFA Nations League 2018-2019 - 1º turno                                 | -                                                                        | 76’                                                                      |
| 7-6-2019                                                                 | Praga                                                                    | Rep. Ceca                                                                | 2 – 1                                                                    | Bulgaria                                                                 | Qual. Euro 2020                                                          | -                                                                        | 82’                                                                      |
| 10-6-2019                                                                | Olomouc                                                                  | Rep. Ceca                                                                | 3 – 0                                                                    | Montenegro                                                               | Qual. Euro 2020                                                          | -                                                                        | 74’                                                                      |
| 14-10-2019                                                               | Praga                                                                    | Rep. Ceca                                                                | 2 – 3                                                                    | Irlanda del Nord                                                         | Amichevole                                                               | -                                                                        | 75’                                                                      |
| Totale                                                                   |                                                                          | Presenze                                                                 | 41                                                                       |                                                                          | Reti                                                                     | 5                                                                        |                                                                          |

## Palmarès

### Club

#### Competizioni nazionali
- Campionato ceco: 3

Sparta Praga: 2009-2010, 2013-2014, 2022-2023
- Coppa della Repubblica Ceca: 1

Sparta Praga: 2013-2014
- Supercoppa della Repubblica Ceca: 2

Sparta Praga: 2010, 2014

### Individuale
- Talento ceco dell'anno: 1

2011